# Підводні гори

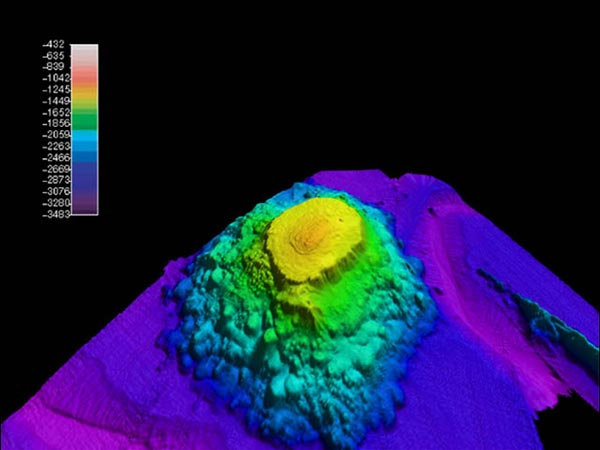
3D-модель підводної гори Денсон, гірське пасмо Кадьяк-Боуі

Підводні гори (рос. подводные горы; англ. sea-mounts; нім. submarine Berge m pl) — ізольовані гори різного генезису, які піднімаються з дна океанічних котловин. Найвідоміші у Тихому океані — гори Музикантів, Картографів, Магеллана.

## Загальна характеристика
Глибоководні гори або підводні гори — це гірські споруди, що повністю лежать нижче рівня моря з відносно невеликою площею (максимум кілька тисяч квадратних кілометрів) і відносно крутими схилами (до 15-20° і більше). Найбільші та найвідоміші знаходяться на глибоких рівнях океанських басейнів і височать приблизно на 0,5-5 км над їхнім оточенням, округлі та овальні за формою. Усі великі підводні гори є діючими або згаслими підводними вулканами або колишніми вулканічними островами, найбільшими вершинами підводних океанічних хребтів. Відносно помітні підводні височини на глибоководному зовнішньому шельфі також часто називають підводними горами. Характерною для підводних гір є конічна форма.

## Виникнення і розвиток
Підводні гори зазвичай утворюються на межах плит (серединно-океанічних хребтів) або в межах океанічної плити внаслідок вулканізму: цілий ланцюг підводних гір може виникнути в результаті руху океанічної плити над гарячою точкою. Ланцюг відносно вузьких підводних гір також називають асейсмічним хребтом (alpha privativum від seismic, оскільки ці хребти, на відміну від серединно-океанічних хребтів, не виявляють ніякої активності землетрусів), щоб відрізнити їх від серединно-океанічних хребтів.
На відміну від островів, підводні гори за визначенням не підносяться над поверхнею моря. Особливим випадком є так звані гайоти, геологічно старі підводні гори, які раніше були островами, які зазнали ерозійного впливу морського прибою і тому мають плато на вершині. У разі діючих вулканів геологічно молоді підводні гори також можуть перетворитися на острови, як це було видно в Суртсі та очікувалося, серед іншого, на підводній горі Лоїхі поблизу Гаваїв.
Слід розрізняти підводні гори та океанічні плато, які з площею поверхні в декілька десятків тисяч квадратних кілометрів досягають значно більших розмірів і навіть можуть нести гори чи острови.
Новий тип геологічно дуже молодих підводних гір у зонах субдукції був відкритий біля Японії лише на початку 21 століття (див. Малий (крапчастий) вулканізм).

## Географія
Океани Землі містять понад 14 500 ідентифікованих підводних гір , з яких 9 951 підводна гора та 283 гайоти, що охоплюють загальну площу 8 796 150 км2, були нанесені на карту , але лише деякі з них були детально вивчені вченими. Підводні гори та гайоти найбільш поширені в північній частині Тихого океану та мають характерну еволюційну схему виверження, накопичення, опускання та ерозії. У Північному Льодовитому океані лише 16 підводних гір і жодного гайота, а в Середземному та Чорному морях разом лише 23 підводних гори та 2 гайоти. При цьому найменші підводні гори знаходяться в Північному Льодовитому океані, Середземному та Чорному морях, тоді як найбільший середній розмір підводних гір спостерігається в Індійському океані 890 км2. Найбільша підводна гора має площу 15 500 км2 (6 000 квадратних миль) і знаходиться в північній частині Тихого океану. Гайоти займають загальну площу 707 600 км2 (273 200 кв. миль) і мають середню площу 2500 км2 (970 кв. миль), що більш ніж удвічі перевищує середній розмір підводних гір. Майже 50% площі гайотів і 42% їх кількості розташовані в північній частині Тихого океану, займаючи 342 070 км2 (132 070 кв. миль). Найбільші три гайоти знаходяться в північній частині Тихого океану: Гайот Куко (приблизно 24 600 км2 (9500 кв. миль)), Суйко Гайот (приблизно 20 220 км2 (7810 кв. миль)) і Паллада Гайот (приблизно 13 680 км2 (5 280 кв. миль)) ).
Більшість підводних гір мають вулканічне походження, і, отже, зазвичай знаходяться на океанічній корі поблизу серединно-океанічних хребтів, мантійних плюмів і острівних дуг.  
Найбільші та найвідоміші глибоководні гори знаходяться на глибоководних рівнинах океанів. Вони часто тісно пов'язані з гарячими точками. Наприклад, існує незвичайне накопичення поблизу островів Кабо-Верде в південно-східній частині Північної Атлантики (див. Поріг Кабо-Верде). Це не рідкість, коли ланцюги підводних гір створюють справжній слід через дно океану, що закінчується на активному вулканічному острові. Яскравим прикладом цього є Гавайсько-імператорський ланцюг у північно-західній частині Тихого океану.
У зонах субдукції, де одна тектонічна плита занурюється під іншу, наприклад у так званому Тихоокеанському вогняному кільці, ці висоти можуть створювати перешкоди для субдукції. Плита, що занурюється (нижня плита), так би мовити, прилипає до верхньої плити, і це призводить до особливо сильних землетрусів і, при опусканні цілого ланцюга підводних гір, до сильної деформації верхньої плити.

## Флора і фауна
Через велику кількість підводних гір вони є однією з найпоширеніших морських екосистем у світі. Взаємодія підводних гір і підводних течій, а також їхнє піднесене розташування у воді приваблюють планктон, корали, рибу та морських ссавців. Їх агрегаційний ефект був відзначений промисловістю промислового рибальства, і багато підводних гір підтримують екстенсивне рибальство. Постійно висловлюються занепокоєння щодо негативного впливу рибальства на екосистеми підводних гір, а також добре задокументовані випадки зменшення запасів, наприклад, у випадку з помаранчевим шорстком (Hoplostethus atlanticus). 95% екологічної шкоди завдано донним траленням, яке знищує цілі екосистеми з підводних гір.
Підводні гори та їхня фауна на сьогодні майже не досліджені. Однак глибоке море, в якому панує абсолютна темрява, є домом для великої кількості видів тварин, наприклад кальмарів, таких як гігантський кальмар, який, однак, часто має низьку швидкість розмноження. На відміну від навколишнього океану, підводні гори характеризуються підвищеною появою організмів, оскільки вони виступають у зону, багату зоопланктоном, на глибину до 1000 метрів, а їх скеляста поверхня дозволяє колонізувати сидячі фільтратори (наприклад, губки, корали, брахіоподи), морські лілії та мшанки). Якщо вершини морських гір заходять у верхню затоплену зону, на них також можуть рости рослини. Перш за все, це місце проживання використовують великі бурі водорості, скупчення яких називають «мокрими лісами». Мешканці вищих підводних гір ризикують бути виловленими та вбитими під час лову величезними донними тралами.

## Небезпеки
Найбільшу небезпеку від підводних гір становлять обвалення флангів; коли вони стають старими, екструзії, що просочуються в підводні гори, чинять тиск на їхні боки, викликаючи зсуви, які можуть спричинити величезні цунамі.
Зафіксовані також випадки, коли військово-морські судна стикалися з невідомими підводними горами, що спричиняє їх аварії.